# تشوك-تال
تشوك تال (بالقيرغيزية: Чок-Тал)‏ وهي قرية في مقاطعة إيسيك كول في قيرغيزستان. بلغ عدد سكانها حوالي (1,694) نسمة عام 2009.